# Kutchubaea surinamensis
Kutchubaea surinamensis là một loài thực vật có hoa trong họ Thiến thảo. Loài này được (Bremek.) C.H.Perss. mô tả khoa học đầu tiên năm 2005.